# Кнежа (Словения)
Вижте пояснителната страница за други значения на Кнежа.
Кнежа (на словенски: Kneža) е село в Словения, регион Горишка, община Толмин. Според Националната статистическа служба на Република Словения през 2015 г. селото има 204 жители.